# Erle Stanley Gardner
Erle Stanley Gardner (Malden, Massachusetts, 1889. július 17. – Temecula, Kalifornia, 1970. március 11.) amerikai jogász és író. Legismertebb munkája a Perry Mason detektív regénysorozata. Számos más művet is publikált, például regényeket, novellákat, valamint dokumentumregényeket és útikönyvet, Alsó-Kaliforniában és Mexikóban átélt tapasztalatairól.
Gardner halálakor a 20. század legnépszerűbb írója volt, több álnéven is publikált, többek között A.A. Fair, Kyle Corning, Charles M. Green, Carleton Kendrake, Charles J. Kenny, Les Tillray és Robert Parr álneveken.

## Magyarul

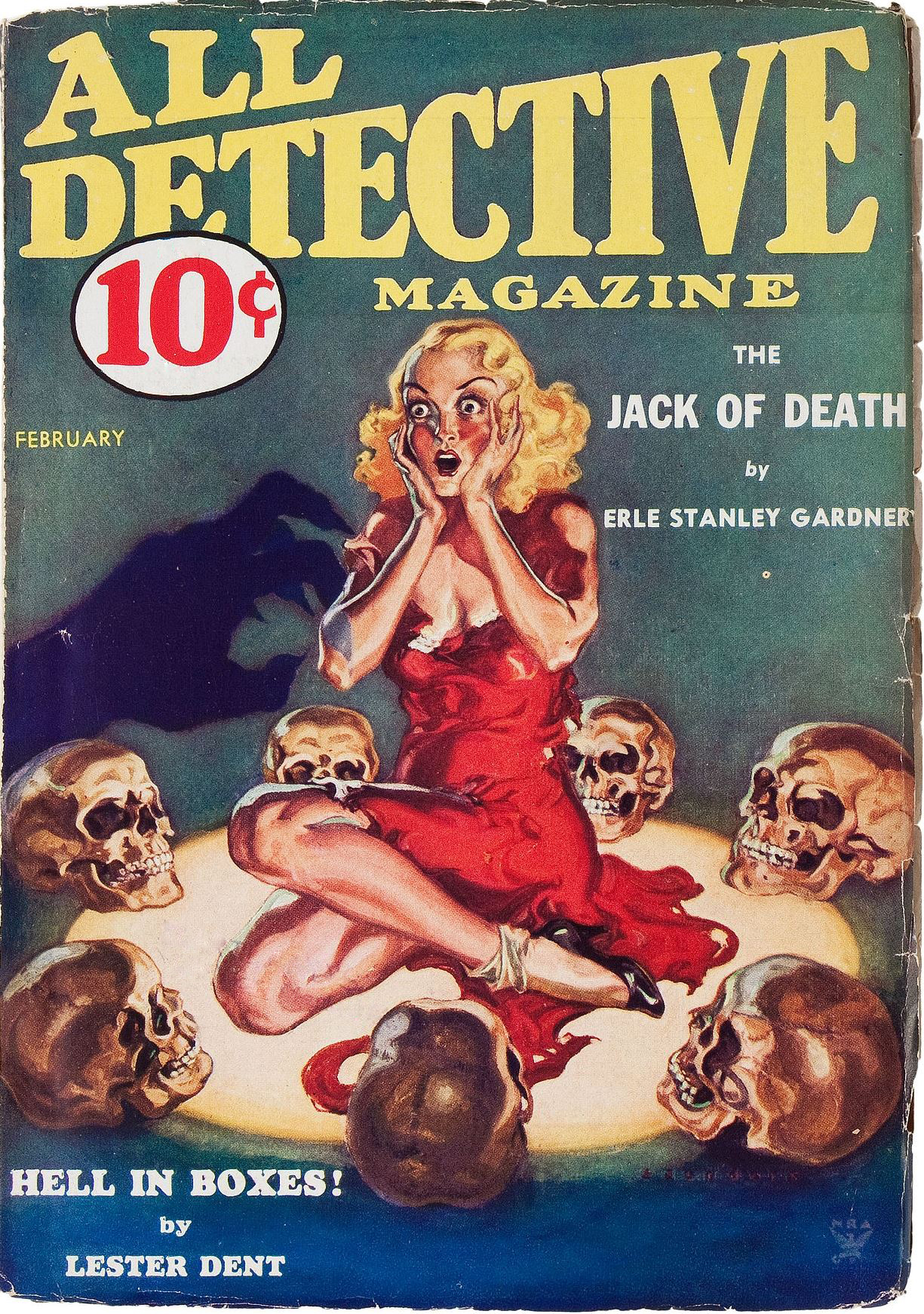
Az All Detective Magazine Erle Stanley Gardner egyik művével - Jack of Death - a címlapon (1934 február)

### 1944-ig
- A konok leány esete. Regény; ford. Zigány Árpád; Palladis, Bp., 1934 (1 pengős regények)
- Bársonyos karmok. Regény; ford. Fekete Oszkár; Palladis, Bp., 1934 (1 pengős regények)
- A vonító kutya esete. Regény; ford. Földes Jolán; Palladis, Bp., 1935 (1 pengős regények)
- Az újdonsült asszonyka esete. Regény; ford. Zigány Árpád; Palladis, Bp., 1935 (1 pengős regények)
- A táncos lányok esete. Regény; ford. Földes Jolán; Palladis, Bp., 1935 (1 pengős regények)
- A hamis üvegszem esete; ford. Tábori Pál; Nova, Bp., 1935 (Kalandos regények)
- A házmester macskájának esete. Regény; ford. Hadházy Elemér; Palladis, Bp., 1936 (1 pengős regények)
- A dadogó professzor esete. Regény; ford. Kosáryné Réz Lola; Palladis, Bp., 1937 (1 pengős regények)
- Az alvajáró húgának esete. Regény; ford. Kosáryné Réz Lola; Palladis, Bp., 1937 (1 pengős regények)
- Harmadik emelet, 321. Regény; ford. Halász Judit; Palladis, Bp., 1937 (Félpengős regények)
- A kártyás asszony. Regény; ford. Kosáryné Réz Lola; Palladis, Bp., 1938 (1 pengős regények)
- A veszedelmes kabátujj. Regény; ford. Balogh Barna; Palladis, Bp., 1938 (Félpengős regények)
- Egy utas eltűnik... Regény; ford. Kosáryné Réz Lola; Palladis, Bp., 1938 (1 pengős regények)
- Különös tanú. Regény; ford. Forcher Irma; Palladis, Bp., 1939 (1 pengős regények)
- Az áruló kör. Regény; ford. Félegyházy Endre; Palladis, Bp., 1940 (1 pengős regények)
- A csendes társ. Regény; ford. G. Beke Margit; Palladis, Bp., 1941 (1 pengős regények)
- Charles J. Kenny: Nőrablással kezdődik. Regény, 1-2.; Légrády Testvérek, Bp., 1941 (Pesti Hírlap könyvek, 731-732.)
- A tolvaj cipőjének esete; ford. Fekete Oszkár; Kaland, Bp., 1942 (A Kaland 1 pengős regényei)

### 1945–1989
- A harcias nagymama esete; ford. Kosáryné Réz Lola; Európa, Bp., 1958 (Bagoly könyvek)
- A legyező-táncosnő lovának esete. Bűnügyi regény; ford. Göncz Árpád; Európa, Bp., 1969
- A kölcsönkért lány esete. Bűnügyi regény; ford. Katona Tamás; Európa, Bp., 1970
- Az elbűvölő kísértet esete. Bűnügyi regény; ford. Szepessy György; Európa, Bp., 1973
- A fuldokló kacsa esete. Bűnügyi regény; ford. Rubin Péter; Európa, Bp., 1975
- A szerencsés lányok esete. Bűnügyi regény; ford. Rubin Péter; Európa, Bp., 1976
- A sánta kanári esete; ford. Békés András; Magvető, Bp., 1977 (Albatrosz könyvek)
- A morcos lány esete. Bűnügyi regény; ford. Sárközy Elga; Európa, Bp., 1977
- A ketyegő gyertya esete; ford. Sárközy Elga; Magvető, Bp., 1978 (Albatrosz könyvek)
- Az álmos moszkitó esete; ford. Falvai Mihály; Magvető, Bp., 1979 (Albatrosz könyvek)
- A menekülő főnővér esete; ford. Langer Veronika; Magvető, Bp., 1980 (Albatrosz könyvek)
- A rámenős milliomoslány esete; ford. Csanády Katalin; Magvető, Bp., 1981 (Albatrosz könyvek)
- Az alázatos zsaroló esete. Bűnügyi regény; ford. Gyepes Judit; Európa, Bp., 1981 (Fekete könyvek)
- A molyrágta nerc esete; ford. Csáki Judit; Magvető, Bp., 1982 (Albatrosz könyvek)
- A rettegő örökösök esete. Bűnügyi regény; ford. Rakovszky Zsuzsa; Európa, Bp., 1982 (Fekete könyvek)
- A baglyok nem pislognak; ford. Gál Eszter; Magvető, Bp., 1983 (Albatrosz könyvek)
- A félszemű tanú esete; ford. Beck György; Magvető, Bp., 1983 (Albatrosz könyvek)
- A művészi csapda esete; ford. Barta Péter; Magvető, Bp., 1985 (Albatrosz könyvek)

### 1990–
- A dadogó professzor; ford. Kosáryné Réz Lola; Kolonel, Bp., 1990 (Mesterdetektív kiskönyvtár)
- A házmester macskájának esete; ford. Hadházy Elemér; Tulipán, Bp., 1991 (Gardner sorozat)
- Perry Mason és az eltűnt bankár esete; ford. Hembach András; Garabonciás, Bp., 1991
- Perry Mason és a mostohalány titokzatos esete; ford. Hembach András; Garabonciás, Bp., 1991
- Perry Mason és a gyilkos csapda esete; ford. Barta Péter; Garabonciás–Arany Lant Kft., Bp., 1992
- A jéghideg ujjak esete; ford. Mitók Zsuzsa; Tulipán, Bp., 1992
- Perry Mason és a hosszú combú énekesnő esete; ford. Németh Zoltán, Varga István; Gulliver, Bp., 1994
- A vakszerencse esete; ford. Palkó Ágnes; Lap-ics, Debrecen, 1994
- A meseszép csaló esete; ford. Palkó Ágnes; Lap-ics, Debrecen, 1994
- A szerelmes nagynéni esete; ford. Palkó Ágnes; Lap-ics, Debrecen, 1994
- A lusta szerető esete; ford. Kiss Edina; Pallas Stúdió–Attraktor Kft., Bp., 1997 (Klasszikus detektívregények)
- A guruló csontok esete; ford. Kiss Edina; Pallas Stúdió–Attraktor Kft., Bp., 1999 (Klasszikus detektívregények)
- Az elbűvölő kísértet esete; ford. Szepessy György; Magyar Könyvklub–Saxum, Bp., 1997 (A krimi klasszikusai)